# Fermí de Mende
Fermí de Mende (mort Banassac, ca. 402) fou un llegendari bisbe de Mende. És probable que sigui la mateixa persona que Fermí d'Amiens. És venerat com a sant per l'Església catòlica.

## Biografia
Les fonts que en parlen són tardanes i no aporten proves documentals de l'existència del sant; tampoc no s'esmenta als martirologis antics ni al Martirologi romà. La seva existència és dubtosa i algunes fonts sostenen que és la mateixa figura que Fermí d'Amiens, de qui s'alterà la història.
Segons la tradició de la Losera, Fermí, seguint el model de Fresald del Gavaldà, va establir-se a Banassac. Fou bisbe de la regió; no hi ha proves que el bisbat tingués seu llavors a Mende. La seva tomba tradicional és a Banassac, a l'església parroquial on, en 1956, es trobà el lloc on se'n deposà el cos. Segons la tradició, fou successor de Privat de Mende i hi hauria mort cap al 402.
Els calendaris i llibres litúrgics més antics esmenten la festa de Sant Fermí el 14 de gener.